# Poison Kiss
Poison Kiss es el álbum debut de la banda de rock estadounidense The Last Goodnight, publicado en agosto de 2007. El álbum es el lanzamiento inaugural de la banda en su nueva casa de Virgin Records.

## Lista de canciones
1. "Poison Kiss" – 3:47
2. "Back Where We Belong" – 3:50
3. "Pictures of You" – 3:10
4. "Stay Beautiful" – 3:14
5. "This Is the Sound" – 3:18
6. "One Trust" – 3:55
7. "Return to Me" – 3:10
8. "Good Love" – 3:40
9. "If I Talk to God" – 3:36
10. "Push Me Away" – 3:00
11. "In Your Arms" – 3:31
12. "Incomplete" – 3:41

## Sencillos
- 12 de junio de 2007 - Pictures of You
- 31 de marzo de 2008 - Stay Beautiful
- 13 de octubre de 2008 - In Your Arms (Australian release only)

## Posicionamiento
| Listas (2007)        | Posición |
| -------------------- | -------- |
| Italian Albums Chart | 75       |
| Top Heatseekers      | 5        |